# Macropodanthus membraniferus
Macropodanthus membraniferus är en orkidéart som först beskrevs av Cedric Errol Carr, och fick sitt nu gällande namn av Henrik Aerenlund Pedersen. Macropodanthus membraniferus ingår i släktet Macropodanthus och familjen orkidéer. Inga underarter finns listade i Catalogue of Life.